# ジャン＝ルイ・アモン
ジャン＝ルイ・アモン（Jean-Louis Hamon、1821年5月5日 – 1874年5月29日）はフランスの画家である。Neo-Grec（新ギリシア）様式の画家である。

## 略歴
現在のコート＝ダルモール県のプルーア(Plouha)で生まれた。初め神学校で聖職者となるための教育を受けるが、画家になる気持ちが強まり、家族の反対に抗して画家への道に進むことになった。19歳で、パリに移り、故郷の町から与えられた少ない奨学金だけで修業を始めた。パリではポール・ドラローシュやシャルル・グレールの指導を受け、1849年にサロン・ド・パリに出展したが、十分な評価は得られなかった。
画家として評価が得られなかった間、セーブル国立製陶所で陶磁器のデザインの仕事で働いた。アモンのデザインした陶芸品が1851年のロンドン万国博覧会で賞を得て注目され、1852年に再びサロンに絵画の出展をはじめ、その年、作品のひとつがナポレオン3世に買い上げられ、1853年には3位のメダルを受賞するなど成功した。1855年のパリ万国博覧会にデザインした陶器とともに絵画も出展し、入賞した。
古代ギリシャとローマへの関心が高まった19世紀半ばのフランスに現れた、Neo-Grec（新ギリシア）様式の画家として知られる。